# Máscara Negra (DC Comics)
Máscara Negra (em inglês: Black Mask) é um supervilão da DC Comics, ele é um dos maiores inimigos do Batman.
Sua identidade secreta é Roman Sionis, um ex-amigo de infância de Bruce Wayne. Quando seus pais morreram ele assumiu o comando da empresa de cosméticos da família, sua inabilidade para os negócios quase levaram-na para a falência quando sua namorada, Circe, se ofereceu para testar uma nova linha de cosméticos desenvolvidas por ele.
Porém, sua nova linha de cosméticos desfigurou sua face. Para evitar um escândalo, e, como prova de amizade sua com Sionis, Bruce Wayne comprou a empresa de Sionis. Porém Sionis se sentiu humilhado por este ato e culpou Wayne pela sua desgraça. Fanático por máscaras desde criança, Roman construiu uma para si com a madeira do mausoléu de seus pais, adotando a identidade de Máscara Negra para se vingar de Bruce.
Com o tempo Sionis virou um chefe do crime. Em uma de suas lutas com o Batman sua máscara se incendiou e fez seu rosto ficar igual à sua máscara.
Após os eventos de Jogos de Guerra, Máscara Negra se tornou o novo chefe do crime de Gotham City.
Como novo chefe do crime organizado, formou diversas alianças sendo que a mais notável foi com a Sociedade Secreta dos Vilões, que foi feita com o intuito de derrotar o novo Capuz Vermelho (Jason Todd),que estava atrapalhando seus negócios.
Acabou sendo morto pela Mulher-Gato, pois torturou a sua irmã Maggie Kyle. Recentemente foi revelado um novo Máscara Negra, sendo esse Jeremiah Arkham. Também aparece como um dos personagens dos jogos Batman Arkham Origins, City e Knight.

## Filmes

### Batman contra o Capuz Vermelho
Neste filme ele é um chefe do crime de Gotham, que aos poucos é dominado pelo Capuz Vermelho. Após quase ser assassinado pelo Capuz Vermelho, ele se rebaixa libertando o Coringa de Arkham, que vem a fazê-lo de refém para atrair o Batman, embora após tenha sido "salvo" pelo próprio Batman. Após os incidentes, ele é preso, mas paga uma fiança de um milhão de dólares e é solto.

### Batman: Bad Blood
Aparece em Batman: Bad Blood pelo físico é fácil deduzir que esse Máscara Negra é Roman Sionis, é atacado por Asa Noturna e Robin durante um carregamento de armas, Robin explode sua arma fazendo que ele sofra uma explosão no rosto, possivelmente desfigurando.

### Universo Estendido DC
Ele é o principal vilão do filme Aves de Rapina de 2020, vivido pelo ator Ewan McGregor.

## Animação

### The Batman
Mascara negra aparece em The Batman, dublado por James Remar. Esta versão do mascara negra é um chefe do crime poderoso com uma vasta organização dos capangas que utilizam armas de alta tecnologia. Ele também tem um braço direito com o nome "Number One" (dublado por Diedrich Bader), na qualidade de líder secundário a suas forças. A máscara preta que ele usa é irremovível, e ele não tem impressões digitais visíveis ou características que distinguem também, então é impossível identificá-lo. Em "The Breakout", ele rouba um poderoso gerador de ondas de choque e mantém Gotham City refém. Para convencer a cidade - e, especificamente, o Comissário James Gordon, que está lidando com suas exigências para dizer que não esta blefando ele faz uma demonstração do dispositivo o que acaba por destruir vários blocos a partir do seu ponto de ativação. Enquanto negocia suas demandas com Gordon, Batman aparece e derrota ele e os capangas depois leva ele para o D.P.G.C No entanto, Number One e seus capangas tentam tirar o mascara negra do prédio colocando gás anestésico no prédio fazendo todos dormirem menos o mascara negra que tem sua mascara que o protege do gás  depois o mascara negra pega as chaves do guarda e quase sai do prédio mas Batgirl e Robin nocauteiam ele e poe ele em outra cela Number One e os capangas cercam o prédio da polícia e depois de varias tentativas Number One e seus capangas conseguem libertar o mascara negra mas mascara negra se enfurece e ataca Number One com uma arma de choque depois Batgirl e Robin chegam e derrotam ele e os capangas e Batman desativa o dispositivo no episodio rumor ele e um dos vilões capturados pelo vigiante chamado rumor depois no episodio a historia de Superman e Batman parte 1 ele forma uma aliança com Lex Luthor mas ele e Number One são derrotados  No episódio "What Goes Up ...", mascara negra emprega o ladrão Sombras para para tira-lo de Arkham (onde os médicos tentam tirar sua máscara) e rouba um raro meteoro , procurando usá-lo para roubar um deposito jóias. Depois de matar seu novo Number One (dublado por John Mariano) Máscara Negra o substitui por uma mulher que veste tapa-olho. Embora Máscara Negra conseguiu levantar o depositário do chão com o meteoro, seu plano é finalmente frustrado por Batman, Robin e Gavião Negro.

### Batman: Bravos e Destemidos
Máscara Negra é um dos muitos vilões que aparecem na séries muitas vezes como coadjuvante na séries Batman: Bravos e Destemidos que apresenta o Máscara Negra com uma aparência de mafioso

## Vídeo Games

### Batman: Dark Tomorrow
em Batman: Dark Tomorrow ele e seus capangas estão envolvidos em uma guerra de gangues com o Ventríloquo.

### DC Universe Online
Ele aparece em DC Universe Online com sua aparência original de gangster

### Lego Batman 2: DC Super heroes
Ele é um personagem desbloqueável para a versão 3DS de Lego Batman 2: DC Super heroes.

### Série Arkham
Máscara Negra aparece na série Arkham
- Sua máscara pode ser encontrada em Batman: Arkham Asylum como uma resposta dos enigmas do Charada se resolver este enigma é possível desbloquear a biografia do Máscara Negra, mas estranhamente sua máscara esta no escritório da Dra Young. Sua cela também pode ser encontrada com um desenho de um menino botando fogo em sua casa enquanto um demônio pega seus pais.
- Ele aparece brevemente em Batman: Arkham City armado com uma cadeira se defendendo dos T.Y.G.E.R mas é facilmente detido também é possível encontrar seu registro dizendo que foi o primeiro prisioneiro a fugir de arkham city ate ser recapturado junto com Vagalume tentando se vingar causando uma fuga em massa.
- em Batman: Arkham Origins na véspera de natal ele invade a penitenciaria Blackgate com o Crocodilo e um exército de capangas ele sequestra e mata o comissário corrupto de polícia de Gotham, Comissário Loeb e salva o Homem-Calendário de sua execução depois escapa em um helicóptero com alguns capangas e deixa Crocodilo para o Batman depois Batman descobre que o Máscara Negra ofereceu 50 milhões para 8 assassinos incluindo o Crocodilo pela cabeça do Batman.Depois Batman investiga as Lancey Towers e descobre que as vítimas foram um dos capangas do Máscara Negra e sua namorada e o assassino foi alguém chamado Coringa que estava personificando o Máscara Negra a meses e fez Roman Sionis ( o verdadeiro Máscara Negra) de refém.Depois Batman salva Sionis no Merchants Bank e o interroga, mas Batman é atacado por Copperhead permitindo que o Máscara Negra fuja.Mais tarde na sua Missão dos Mais Procurados e é revelado que ele esta se re-erguendo com varias latas de drogas por toda a cidade mas Batman destrói a todas elas e deixa ele para a polícia,depois se você voltar ao local da derrota do Máscara Negra ele não estará la podendo afirmar que ele foi capturado ou escapou.
- Em Batman: Arkham Knight aparece como principal antagonista na DLC A História do Capuz Vermelho. Seus homens são vistos no meio de uma negociação com os homens do pinguim, até que o capuz vermelho mata todos, deixando apenas um vivo para interrogar e o mata logo em seguida. Seguindo a informação do capanga, ele vai até as docas e mata todos presentes lá, com exceção de um, para o interrogar. Depois do interrogatório Capuz Vermelho o executa e invade o escritório do mascara negra dessa vez, todos sem exceção nenhuma são mortos. Capuz vermelho também assassina Máscara Negra o jogando de uma janela.